# Mirko Marjanović (književnik)
Mirko Marjanović (Gornja Tramošnica, Gradačac, 13. srpnja 1940. - Sarajevo,  28. svibnja 2023.), pripovjedač, romanopisac, književni i likovni kritičar. 

## Životopis
Rodio se u Tramošnici Gornjoj 1940. godine. Završio je osnovnu školu u Tramošnici Gornjoj, a gimnaziju u Gradačcu. U Sarajevu je studirao pravo i likovnu umjetnost.
U vrijeme studija u Sarajevu je tehnički uređivao studentski list Naši dani, Zadružni željezničar i Oslobođenje. U književnom časopisu Život radio je kao korektor u vrijeme kada je njegov glavni urednik bio Mak Dizdar. Od 1969. do 1977. godine radio je na TV Sarajevo kao ilustrator, kraće vrijeme i kao urednik u informativnom i kulturnom programu. 
Potpisnikom je Sarajevske deklaracije o hrvatskom jeziku od 28. siječnja 1971. godine.
Od 1977. do 1980. godine bio je tajnik u Kulturno-prosvjetnoj zajednici BiH, od 1980. do 1984. godine glavni urednik književnog časopisa Život, a od 1984. do 31. ožujka 1994. godine, kada odlazi u mirovinu, urednik domaće književnosti u izdavačkoj kući Svjetlost. U istoj izdavačkoj kući bio je jedan od urednika (uz Ristu Trifkovića i Aliju Isakovića) edicije Književnost naroda i narodnosti Bosne i Hercegovine u 50 knjiga.
Od siječnja 1994. do siječnja 1995. godine prvi je glavni urednik časopisa Stećak, lista za kulturu i društvena pitanja HKD Napredak. U srpnju 1996. godine biran je za predsjednika Ogranka Matice hrvatske u Sarajevu, a iste godine, u prosincu, i za glavnog urednika obnovljene Hrvatske misli, časopisa za umjetnost i znanost, čiji je nakladnik Ogranak. U Ogranku Matice Hrvatske utemeljio ediciju Hrvatska književnost Bosne i Hercegovine u 100 knjiga, čija je realizacija započela 2001. godine.
U Udruženju književnika BiH bio je: tajnik (1974. – 1976.), dopredsjednik (1976. – 1978.), predsjednik (1978. – 1979.) i predsjedajući Udruženja (1979. – 1980.). Dopredsjednik je novoosnovanog Društva pisaca Bosne i Hercegovine bio od svibnja 1993. do svibnja 1997. godine. Bio je član Društva hrvatskih književnika, Društva pisaca Bosne i Hercegovine, hrvatskog i bosanskohercegovačkog PEN-a, te redoviti član Hrvatskog društva za znanost i umjetnost u Sarajevu.
Svoje prve prozne radove objavio je u đačkom listu Riječ mladih u Gradačcu. Prvu pripovijetku «Ima - nema sudbine» tiskao je u mostarskoj Mladoj Hercegovini 1958. godine. Potom je čest suradnik listova i časopisa: Naši dani, Putevi, Lica, Odjek, Oslobođenje, Život, Republika. 
Pripovijetke su mu uvrštene u mnoge antologije, izbore i preglede i prevođene na talijanski, njemački, španjolski, engleski, poljski i turski jezik.
Dobitnik je nagrade Svjetlosti za roman Povijest izgubljene duše (1980.) i Šestoaprilske nagrade grada Sarajeva za isti roman (1981.). Za roman Braća dobio je Dvadeset sedmojulsku nagradu BiH (1984.). Godine 1995., kao glavni urednik, dobitnik je međunarodne nagrade Pierre Chevallier (Génève) za mjesečnik Stećak.        

## Djela
- U ime oca i sina, roman, Sarajevo, 1969.
- Središte, priče, Sarajevo, 1973.
- Povijest izgubljene duše, roman, Sarajevo, 1980.
- Braća, roman, Sarajevo, 1983.
- Voda teče kako teče, izbor iz proze, Sarajevo, 1984.
- Topot divljih konja, roman, Novi Sad, 1989.
- Živjeti smrt, sarajevski ratni dnevnik, Zagreb, 1996.
- Treći svjetski rat, (ratni tekstovi, kritike, pjesme, razgovori), 1999.
- Osmjehni se i u plaču, roman, Sarajevo, 2000.
- Leksikon hrvatskih književnika Bosne i Hercegovine od najstarijih vremena do danas, leksikon, Sarajevo, 2001.
- Topot divljih konja, roman, drugo izdanje, Sarajevo, 2002.